# Der Igel als Bräutigam
Der Igel als Bräutigam ist eine „Oper für große und kleine Leute in fünf Bildern“ von Cesar Bresgen. Das Libretto verfassten Ludwig Andersen unter dem Pseudonym Ludwig Strecker der Jüngere und der Komponist Bresgen. Es beruht auf Motiven des Märchens Hans mein Igel der Brüder Grimm. Das Werk erlebte am 13. November 1951 in Nürnberg seine Uraufführung. (Vorausgegangen war ein kürzeres Märchenspiel, das 1948 in Esslingen uraufgeführt und in der zweiten Fassung zu einer Oper ausgeweitet wurde.)

## Bühnenbilder
Bild 1: Fischerstube; Bild 2: Sumpfwiese; Bild 3: Schlossgarten; Bild 4: Speisesaal des Königs; Bild 5: Gemach im Schloss

## Handlung
In der Rahmenhandlung erzählt ein alter Mann das Märchen vom Igel als Bräutigam. Dabei wird er immer mal wieder vom Kasper unterbrochen, der die Geschichte mit witzigen Bemerkungen kommentiert.
Es ist der sehnlichste Wunsch der Fischersfrau, ein Kind zu besitzen. Eines Tages wird ihr Flehen erhört; doch der Sohn, der ihr geschenkt wird, entpuppt sich als menschengroßer Igel, der einen riesigen Appetit hat. Bald merken die Fischersleute, dass sie nicht genug Geld haben, um ihren Sohn durchzufüttern. Deshalb entschließen sie sich, den Igel in einem großen Sumpf auszusetzen. Weil ihre alte Ziege schon seit längerem keine Milch mehr gibt und so keinen Nutzen mehr bringt, darf sie dem Igel Gesellschaft leisten.
In Wahrheit ist der Igel – wir befinden uns schließlich im Märchen – ein verwunschener Königssohn. Dies wissen auch die Vögel. Sie und verschiedene Naturgewalten nehmen sich seiner an und würden ihn gerne erlösen, aber es gelingt ihnen nicht.
Eines Tages verirrt sich der König im Sumpf. Natürlich wird er vom Igel entdeckt. Dieser kennt inzwischen den Sumpf in- und auswendig. Er bietet dem König seine Hilfe an und führt ihn auf sicheres Terrain. Vor wenigen Minuten hatte der König noch geglaubt, dass sein letztes Stündlein geschlagen habe. Nun, da er gerettet ist, zeigt er sich dem Igel gegenüber sehr dankbar. Er lädt ihn ein, auf sein Schloss zu kommen und eine seiner drei Töchter zur Frau zu nehmen.
Als der König wieder sein Schloss erreicht hat, ist er nahe daran, sein dem Igel gegebenes Versprechen zu bereuen. Nachts plagen ihn Alpträume. Dennoch will er sein Wort nicht brechen; schließlich hat ihm der Igel das Leben gerettet. Tags darauf begehrt dieser Einlass in den Palast. Er wird freudig begrüßt. Als ihm die drei Prinzessinnen vorgestellt werden, entscheidet er sich ohne lange zu überlegen für die Jüngste von ihnen. Doch als Goldherz – so heißt die Auserwählte – bewusst wird, dass sie den stachligen Lebensretter heiraten soll, wird ihr doch etwas mulmig zumute. Weil sie aber den Wunsch ihres Vaters nicht abschlagen will, erklärt sie sich zur Heirat mit dem Stacheltier bereit. In diesem Moment weicht von dem Igel der Bann. Sein stachliger Panzer fällt  ab, und er verwandelt sich in einen wunderschönen Jüngling. Ein fröhliches Hochzeitsfest beschließt die Oper.

## Musik
Die Orchesterbesetzung ist minimal: Es gibt eine solche für sechs Instrumente und eine erweiterte für acht Blasinstrumente mit Streichquintett. Im Idealfall werden alle Rollen mit Ausnahme des alten Mannes mit Kindern besetzt. Die Oper erfordert auch einen Kinderchor, dessen Stimmen leicht ausführbar sind.